# نامانگوئما

نامانگوئما شهری در شهرستان سابو در استان بولکیمده در بورکینافاسوی غربی مرکزی است جمعیت آن ۱۷۵۱ نفر است.